# Carl Christiansen

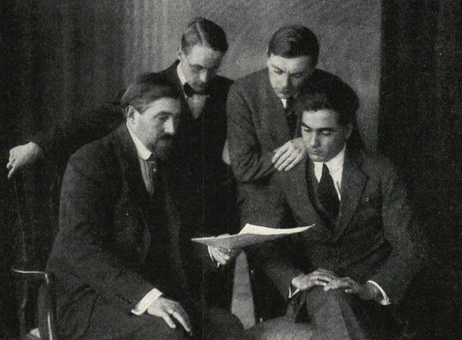
Kjellströmkvartetten. Från vänster Sven Kjellström, Einar Grönvall, Gösta Björk och Carl Christiansen.

Carl August Christiansen, född 22 oktober 1890 i Amsterdam, Nederländerna, död 12 juli 1947 i Engelbrekts församling, Stockholm, var en svensk violoncellist och tonsättare.
Studerade vid MK i Oslo och MK i Stockholm 1910–1913, samt för bland andra H Becker i Berlin, J Klengel i Leipzig och D Alexanian i P Casals mästarklass vid MK i Paris. Christiansen var cellist i Konsertföreningen 1914,och konsertmästare där åren 1914–1947. Han var även konsertmästare i   Radioorkestern 1925–1947. Han tillhörde Kjellströmkvartetten 1913–1927, grundade Stockholmskvartetten 1928 samt kammartrion 1933, och var medlem i Konsertföreningens i Stockholm programråd 1938-1946. Christiansen var lärare vid Kungliga Musikhögskolan 1941–1947. Som cellist är C. känd för sin fullödiga, vackra ton, en utpräglad stilkänsla och ett starkt personligt, temperamentsfullt föredrag och som tonsättare för elegant, klar faktur och originella, humoristiska tonfall. Han invaldes den 27 februari 1947 som ledamot 648 av Kungliga Musikaliska Akademien. Som tonsättare gjorde han bland annat en svit för blåsare, Leksaksasken, och orkestersviten Dur och moll.
Christiansen är begravd på Norra begravningsplatsen utanför Stockholm.